# Oroperipatus bluntschli
Oroperipatus bluntschli är en klomaskart som beskrevs av Fuhrmann 1915. Oroperipatus bluntschli ingår i släktet Oroperipatus och familjen Peripatidae. Inga underarter finns listade i Catalogue of Life.